# Liste von Persönlichkeiten der Stadt Recklinghausen
Diese Liste von Persönlichkeiten der Stadt Recklinghausen umfasst die Ehrenbürger, Söhne und Töchter der Stadt sowie weitere Persönlichkeiten, die in der Stadt gewirkt haben.

## Ehrenbürger
Die Stadt Recklinghausen hat folgenden Personen das Ehrenbürgerrecht verliehen:
- 1871: Wilhelm Caspers, Gymnasialprofessor am Gymnasium Petrinum
- 1881: Hugo Peus, Justizrat
- 1884: Bernhard Hölscher, Priester, Lehrer und Gelehrter
- 1890: Friedrich Hagemann, Bürgermeister a. D.
- 1892: Robert von Reitzenstein, Königlicher Landrat und Geheimer Regierungsrat
- 1898: Rudolf Drecker, Kreis-Physikus
- 1909: Hugo Werne, Justizrat
- 1913: August Strunk, Beigeordneter und Apotheker
- 1915: August Randebrock, Bergwerksdirektor
- 1918: Heinrich Vogelsang, Kommerzienrat
- 1918: Franz Limper, Fabrikant und Kommerzienrat
- 1923: Josef Wesener, Rentner
- 1927: Herzog Engelbert-Maria von Arenberg
- 1930: Hermann Bresser, Rentner
- 1933: Paul von Hindenburg, Reichspräsident
- 1938: Carl Still
- 1950: Gustav Schulte, Chefarzt des Knappschaftskrankenhauses
- 1959: Theodor Heuss, Bundespräsident
- 1966: Otto Burrmeister, Ruhrfestspielleiter
- 1971: Karl-Friedrich Still
- 1974: Heinrich Auge, Alt-Oberbürgermeister
- 1989: Thomas Grochowiak, Künstler

Nullifikation der Ehrenbürgerschaft:
- Adolf Hitler (Ehrenbürger vom 19. April 1933 bis 17. September 1984): Nachträgliche Nullifikation durch einstimmige Deklaration des Rates der Stadt Recklinghausen mit dem Tenor, dass die Nazis und die undemokratisch-diktatorischen Verhältnisse im April 1933 der Stadt Recklinghausen die Ehrenbürgerschaft Hitlers aufgezwungen haben und dass somit „Adolf Hitler nie rechtens Ehrenbürger von Recklinghausen war. Wer nicht rechtens Ehrenbürger war, dem kann und braucht auch 39 Jahre nach seinem Tod eine Ehrenbürgerschaft nicht abgesprochen werden. Der Rat der Stadt Recklinghausen stellt daher […] fest, dass ein Verbrecher wie Adolf Hitler nie Ehrenbürger von Recklinghausen war und deshalb auch nicht in der Liste der Ehrenbürger in unserer Stadt geführt wird.“[1]

## Söhne und Töchter der Stadt

### Bis 1900
- um 1445, Thomas Eschaus, † 1535 in Wittenberg, Mediziner
- 1494, Hans Regkmann, † Ende Januar 1561 in Lübeck, Kaufmann und Chronist
- 1567, 1. August, Gerson ben Meir Biberach (später: Christian Gerson), † 25. September 1622 in Bernburg, jüdischer Gelehrter, später evangelischer Theologe
- um 1630, Trine Plumpe, † unbekannt, widerstand der Folter in einem Hexenprozess, trug so zum Ende der Hexenverfolgung im Vest Recklinghausen bei
- um 1641, Aegidius Aegidii, * in Hassel bei Recklinghausen, † 1677, Franziskaner[2]
- 1773, 22. Juli, Franz Anton Bracht, † 14. September 1862 auf Gut Dillenburg bei Datteln, Landwirt, Jurist, Hof- und Regierungsrat und liberaler Politiker
- 1781, 2. November, Friedrich Bracht, † 4. Februar 1855 in Düsseldorf, Rechtsanwalt und Politiker
- 1798, Josef Kindermann, Grubenschmied, † 1848 in Essen, Techniker
- 1811, 8. März, Prosper Bracht, † 11. Februar 1885 in Darmstadt, Burschenschafter, Jurist, Vermögensverwalter, Unternehmer und Autor
- 1811, 28. Dezember, Friedrich Oppenhoff, † 14. Dezember 1875 in Berlin, Jurist
- 1812, 6. März, Friedrich de Wolff, † 10. August 1875 in Essen, Jurist und Politiker, Bürgermeister von Altenessen und Steele
- 1830, 20. Oktober, Heinrich Schüchtermann, † 20. April 1895 in Dortmund, Unternehmer und Stifter
- 1838, Richard Stieve, † 1919, Jurist und Landgerichtsrat in Elsaß-Lothringen, Gründer des Vogesenclubs
- 1851, 4. Juli, Friedrich Busch,  † 30. August 1931 in Arnsberg, Lehrer, Meteorologe
- 1852, 19. April, Friedrich Karl Devens, † 1. Juni 1902 in Bonn, Jurist, Genealoge und Schriftsteller
- 1855, 10. Februar, August Peus, † 8. November 1939 in Münster, Landrat
- 1856, 23. Oktober, Paul Randebrock, † 25. Juli in Gelsenkirchen, Bergingenieur und Bergbau-Unternehmer
- 1862, 4. Mai, Max Winkelmann, † 15. Dezember 1938 in Hamburg, Fabrikant von Lacken und Farben
- 1865, 21. Dezember, Edmund Brüning, † unbekannt, Illustrator
- 1870, 15. Januar, Karl Russell, † 4. Januar 1950 in Bad Godesberg, Jurist und Politiker (Zentrum)
- 1878, 10. Februar, Rudolf ten Hompel, † 3. September 1948 in München, Industrieller und Politiker (Zentrum)
- 1881, 27. August, Heinrich Pieper, † 15. November 1960 in Holzen, Bergmann und Politiker (SPD, USPD)
- 1883, 8. Mai, Ernst Andrée, † 17. März 1969 in Hannover, Politiker (SPD)
- 1888, 20. Oktober, Heinrich Weber, * in Röllinghausen, heute Recklinghausen, † 29. August 1946 in Münster, Sozial- und Wirtschaftsethiker, Sozialökonom
- 1891, 17. Juni, Franz Redeker, † 16. September 1962 in Bad Godesberg, Mediziner
- 1891, 6. September, Josef Beeking, † 18. November 1947 in Freiburg im Breisgau, katholischer Theologe und Sozialpolitiker
- 1893, 30. März, Heinrich Wiesmann, † 6. Januar 1978, Politiker (Zentrum) und Landtagsabgeordneter (CDU)
- 1898, 3. Februar, Heinrich Auge, † 21. Februar 1977 in Recklinghausen, Politiker (SPD), MdB, Oberbürgermeister von Recklinghausen (1952–1972)
- 1900, 13. Februar Ernst Cordell, † 18. Oktober 1971 in Freiburg im Breisgau, Ingenieur

### 1901 bis 1925
- 1901, 8. Dezember, Wilhelm Busch, † 25. Dezember 1988 in Rostock, Agrarwissenschaftler
- 1902, 7. Februar, Carl Ewers, † 10. November 1981, Jurist und Verwaltungsbeamter
- 1902, 15. Mai, Fritz Spanier, † 16. Juni 1967 in Düsseldorf, Mediziner
- 1903, 2. August, Franz Worpenberg, † 24. Mai 1975, Politiker (CDU)
- 1903, 22. November, Albert Biermann, † 11. Juni 1994 in Rheine, Politiker (CDU)
- 1904, 11. April, Erich Bödeker, † 21. Februar 1971 in Recklinghausen, Bergmann und Künstler
- 1905, 5. November, Theodor Niebel, † 10. August 1974, Psychiater, der während der Zeit des Nationalsozialismus an Euthanasieverbrechen beteiligt war
- 1906, 27. Januar, Léon Pawlak, † 8. September 1977, Fußballspieler
- 1906, 17. September, Paulus Tillmann, † 1984, Jurist und Priester, ab 1947 Gründer des Studienwerks für heimatvertriebene Schüler e. V.
- 1907, 27. März, Engelbert Dick, † 14. Februar 1962, Politiker, Abgeordneter im Landtag NRW
- 1907, 1. November, Adalbert Heil, † 27. März 1999 in Andernach, katholischer Priester
- 1907, 3. November, Hubert Schrübbers, † 26. September 1979 in Unterach am Attersee (Österreich), Jurist
- 1908, 4. Mai, Bernhard Winkelheide, † 25. November 1988 in Waltrop, KAB-Vorsitzender, Gewerkschafter, CDU-Bundestagsabgeordneter
- 1909, 14. Oktober, Wilhelm Schulz, † 11. November 1984 in Herten, SS-Hauptsturmführer
- 1910, 8. August, Katherine „Kitty“ Oppenheimer, geb. Puening, † 27. Oktober 1972 in Panama, Botanikerin, Ehefrau des Physikers Robert Oppenheimer
- 1911, 18. Juni, Werner Hilff, † 8. Mai 1988 in Recklinghausen, Fahrlehrer
- 1913, 10. August, Hans Niermann, † 18. Juni 1940, Reichsführer der katholischen „Sturmschar“-Organisation, Mitarbeiter im Jugendhaus Düsseldorf der kath. Jugend, 1936–37 inhaftiert
- 1914, 3. Februar, Benno Schmied, † 15. September 1995 in Olpe, Fußballspieler
- 1914, 2. Dezember, Thomas Grochowiak, † 25. November 2012 in Karlsruhe, Maler und Grafiker, Gründer der Künstlergruppe junger westen, Direktor der städtischen Museen
- 1915, 23. Februar, Heinrich Schirmbeck, † 4. Juli 2005 in Darmstadt, Schriftsteller
- 1915, 9. August, Swidbert Schnippenkötter, † 30. Dezember 1972 in Freiburg im Breisgau, Diplomat
- 1917, 22. April, Václav Sedláček, † 28. Oktober 1939 in Prag, Arbeiter, bei einer Kundgebung gegen die NS-Besatzer ermordet
- 1917, 24. September, Willi Dirx, † 9. Oktober 2002 in Wuppertal, Grafiker, Bildhauer und Holzschneider
- 1920, 13. April, Heinz Ridder, † 31. Dezember 1986 in Ramsau (Österreich), Maler, Graphiker und Kunsterzieher
- 1924, 23. Mai, Rainer Willeke, † 26. Mai 2018, Finanz- und Verkehrswissenschaftler und Universitätsrektor
- 1925, 15. Februar, Annemie Klöckner-Bauer, Zeitungsverlegerin und Chefredakteurin

### 1926 bis 1950
- 1927, 23. August, Walter Giller, † 15. Dezember 2011 in Hamburg, Schauspieler
- 1927, 16. Oktober, Rudolf Morsey, † 14. Mai 2024, Historiker
- 1928, 12. Oktober, Will Wehling, † 4. Februar 1975, Filmkritiker und Leiter der Westdeutschen Kurzfilmtage
- 1928, 15. Dezember, Walter Freund, † 22. November 1991 in Warburg, Historiker, Altphilologe, Kunsthistoriker und Pädagoge
- 1930, 18. Januar, Bernhard Doerdelmann, † 1. August 1988 in Rothenburg ob der Tauber, Schriftsteller, Publizist
- 1932, 29. Mai, Karl Ridderbusch, † 21. Juni 1997 in Wels (Österreich), Opernsänger (Bass)
- 1933, 4. Juli, Ursula Dirichs, † 	3. Oktober 2022, Schauspielerin
- 1933, 10. Oktober, Gisbert Greshake, römisch-katholischer Theologe und Professor für Dogmatik
- 1935, 16. Mai, Hans Thiersch, Erziehungswissenschaftler und Sozialpädagoge
- 1935, 25. Juli, Gerhard Voss, † 3. November 2013 in Deggendorf, Benediktiner, Astrologe
- 1937, 29. Juni, Klaus Noculak, Bildhauer
- 1938, 20. Mai, Bernhard Schulze, Kanute, Silbermedaillengewinner bei Olympia 1964
- 1938, 19. August, Werner Hansch, Fußballkommentator
- 1938, 17. Dezember, Dieter Weidemann, † 23. September 2019, Manager und Verbandsfunktionär
- 1939, 23. Juni, Manfred Funke, † 20. September 2010 in Datteln, Politikwissenschaftler und Zeithistoriker
- 1939, 5. März, Rosemarie Koczy, † 12. Dezember 2007 in Croton-on-Hudson (New York), deutsch-US-amerikanische Künstlerin
- 1941, 10. Januar, Horst Jüssen, † 10. November 2008 in München, Schauspieler, Regisseur und Autor
- 1941, 3. April, Theofried Baumeister, Patrologe
- 1941, 27. August, Michael Sauer, Dreispringer und Journalist
- 1942, 23. Februar, Hermann-Josef Rupieper, † 31. August 2004 auf Kreta, Historiker
- 1942, 19. Juli, Herman Prigann, † 9. Dezember 2008 in Portals Nous (Mallorca), Natur- und Umweltkünstler
- 1944, 15. September, Werner Lechte, † 13. Januar 2018, Kirchenmusiker und Hochschullehrer
- 1945, Michi Strausfeld, Übersetzerin, Verlagslektorin und Literaturwissenschaftlerin
- 1946, 23. Januar, Margret Funke-Schmitt-Rink, † 11. März 1998 in Wiesbaden, Lehrerin und Politikerin (FDP), Mitglied des Bundestages
- 1947, 12. Januar, Klaus Schulten, † 31. Oktober 2016 in Urbana (Illinois), deutsch-amerikanischer Biophysiker
- 1949, 7. Januar, Thomas R. Kraus, † 12. April 2019 in Aachen, Historiker und Archivdirektor des Stadtarchivs Aachen
- 1950, 23. Januar, Barbara Capell, Schauspielerin und Autorin
- 1950, 5. März, Manon Grashorn, Malerin, Grafikerin, Schriftstellerin und Bühnenbildnerin
- 1950, 26. März, Peter Paul Ahrens, † 29. April 2023 in Iserlohn, SPD-Politiker
- 1950, 3. April, Dietmar Ossenberg, ehemaliger Journalist und Fernsehmoderator
- 1950, 23. Mai, Matthias Holtmann, Musiker und ehemaliger Hörfunk-Redakteur und -Moderator
- 1950, 12. August, Ulrike Krasberg, Ethnologin

### Ab 1951
- 1952, Wolfgang Ekholt, Jazzmusiker
- 1952, Malte Ristau-Winkler, Sozialwissenschaftler, Parteifunktionär (SPD)
- 1952, Alfred Stief, † 9. November 2022, Künstler der art brut
- 1952, 24. Mai, Christian Bauer, Südostasienwissenschaftler und Philologe
- 1952, 26. Mai, Ursula Arnold-Cramer, Politikerin (SPD)
- 1952, 29. August, Michael Wessing, † 7. Mai 2019 in Osnabrück, Leichtathlet und Olympiateilnehmer
- 1953, Karin Bergmann, Theaterfachfrau
- 1953, Helmut Philipps, Autor, Journalist, Tontechniker, Produzent und Referent
- 1954, Rainer Beßling, Kunstkritiker und Kulturjournalist
- 1954, 21. Mai, Theo Hues, Künstler und Pädagoge
- 1954, 10. Oktober, Daniel Kreutz, Politiker und Sozialexperte
- 1955, 24. Mai, Matthias Kleiner, Ingenieur, 2007–12 Präsident der Deutschen Forschungsgemeinschaft (DFG)
- 1955, 15. Dezember, Renate Künast, Politikerin (Bündnis 90/Die Grünen) und Mitglied des Deutschen Bundestages
- 1956, 26. Februar, Klaus Cichutek, Professor für Biochemie und Präsident des Paul-Ehrlich-Instituts
- 1956, 11. Dezember, Jochen Mecke, Romanist, Literaturwissenschaftler und Hochschullehrer
- 1956, 14. Dezember, Stefan Bauer, Jazzmusiker
- 1957, 24. April, Ernst Hofacker, Journalist und Autor
- 1959, 12. Januar, Ralf Möller (später Ralf Moeller), deutsch-amerikanischer Schauspieler
- 1959, 16. März, Ludger Pistor, Schauspieler
- 1959, 7. September, Thomas Kruse, Fußballspieler
- 1960, 24. April, Arnold Willemer, Diplom-Informatiker und Fachbuchautor
- 1960, Rembert Unterstell, † 23. April 2025, Wissenschaftsjournalist und Historiker
- 1961, Anne Katrin Bohle, Juristin, Staatssekretärin im Bundesinnenministerium
- 1961, 16. Mai, Gerhard Papke, Politiker (FDP), MdL, Vizepräsident des Landtages NRW
- 1962, Christiane Körner, Literaturübersetzerin aus dem Russischen
- 1962, 5. Juni, Albrecht Geck, evangelischer Theologe
- 1962, 6. August, Roswitha Schieb, Literatur- und Kulturwissenschaftlerin und Schriftstellerin
- 1962, 10. Dezember, Jürgen Wenge, Generalvikar des Katholischen Bistums der Alt-Katholiken in Deutschland
- 1963, 19. Februar, Bernd Gröne, Radprofi
- 1963, 23. April, Michael Schwartz, Historiker und Hochschullehrer
- 1964, 9. Dezember, Hape Kerkeling, Entertainer, Schauspieler, Sänger, Moderator, Autor
- 1965, 10. März, Steffen Brand, Leichtathlet
- 1965, 11. März, Michael P. Aust, Kurator
- 1965, 8. August, Achim Hagemann, Komponist und Musiker
- 1965, 11. August, Thomas Alkier, Jazzmusiker
- 1966, 21. Januar, Andreas Henne, deutscher General
- 1966, 15. März, Christoph Goldt, Historiker und Journalist, von 1999 bis 2010 Pressesprecher des Bistums Augsburg
- 1966, 26. Mai, Andreas Becker, Politiker (SPD), Abgeordneter im Landtag NRW
- 1966, 14. August, Thomas Ranft, Fernsehmoderator
- 1966, 8. September, Roland Krüger, Jurist und Richter am Bundesfinanzhof
- 1967, 3. Mai, Oliver Kayser, Pharmazeut und Hochschullehrer
- 1968, 7. Januar, Hans-Joachim Heßler, Komponist, Musiker und Musikwissenschaftler
- 1969, Christian Jendreiko, Künstler und Kunst-Lehrender
- 1969, Dietmar Preuß, Autor von Fantasy- und Science-Fiction-Romanen
- 1969, 19. Januar, Benno Portmann, Politiker (CDU)
- 1969, 9. August, Sabine Bode, Autorin, Journalistin und Texterin
- 1969, Lars Holtkamp, Politik- und Verwaltungswissenschaftler
- 1970, 22. Dezember, Mark Dragunski, Handballspieler und Handballmanager
- 1971, Britta Dirks, Schauspielerin
- 1971, 13. April, Heiko Sakurai, Karikaturist
- 1971, 9. Juli, Aurel Lenfert, Bühnen- und Kostümbildner
- 1972, 17. Februar, André Michael Toschke, † 2. Februar 2011, Mediziner und Professor für Biometrie mit Schwerpunkt Beobachtungsstudien
- 1973, 13. November, Bernd J. Hartmann, Professor für Öffentliches Recht, Wirtschaftsrecht und Verwaltungswissenschaften an der Universität Regensburg
- 1974, 25. April, Nicolas Wöhrl, Physiker und Podcaster
- 1975, 26. Februar, Frank Busemann, Zehnkämpfer
- 1975, 9. September, Jörg Nobis, Politiker (AfD)
- 1977, 12. Mai, Christian Terhoeven, Hörfunkmoderator
- 1977, 28. Juni, Micky Beisenherz, Hörfunk- und Fernsehmoderator sowie Autor diverser TV-Formate
- 1979, 20. August, Sebastian Bartoschek, Psychologe und Autor
- 1980, 15. April, Birte Glang, Model und Schauspielerin
- 1980, 5. Juni, Chariklia Krause, Regisseurin
- 1981, Tobias Daniels, Historiker
- 1981, 12. Juni, Sandy Meinhardt, Politikerin (SPD)
- 1981, 29. Dezember, Katrin Lange, Fußballspielerin
- 1984, Hendrik Otremba, Musiker
- 1985, 9. März, Benedikt Hoffmann, Leichtathlet
- 1988, 21. Oktober, Nathalie Bock, Fußballspielerin
- 1991, 17. Januar, Sarah Schröder, Fußballspielerin
- 1991, 17. April, Dustin Bomheuer, Fußballspieler
- 1991, 10. Juli, Constanze Siering, Ruderin
- 1996, 29. April, Maurice Neubauer, Fußballspieler
- 1998, 4. April, Ayliva, Sängerin
- 1998, 2. Juni, Oliver Pahnke, Basketballspieler
- 2000, 10. Dezember, Levent Mercan, Fußballspieler

## Personen, die in der Stadt gewirkt haben
- Friedrich Carl Devens (* 7. November 1782 in Horst-Emscher; † 4. Januar 1849 in Welheim), preußischer Justizkommissar und Mitglied des Westfälischen Provinziallandtages
- Franz Wüllner (* 27. November 1798 bei Eslohe; † 22. Juni 1842 in Düsseldorf), Direktor des Gymnasiums Petrinum von 1828 bis 1832
- Heinrich Bone (* 25. September 1813 in Drolshagen; † 10. Juni 1893 in Hattenheim), Abiturient (1831), später Schulleiter des Gymnasiums Petrinum (1856–59), dann Schulleiter in Mainz, Autor von Standardwerken zum Deutschunterricht und Kirchenlied-Sammlungen
- Carl Still (* 2. August 1868 in Struthütten; † 8. August 1951 in Recklinghausen), Unternehmer
- Carl Ruschen (* 6. März 1871 in Wickede (Ruhr), † 1931 in Recklinghausen), Bergwerksdirektor
- Ernst Flemming (* 1871 in Köln, † 1955 in Recklinghausen), Bergmann und Beamter
- Paul Stein (* 5. Februar 1874 in Düsseldorf; † 1956 in Recklinghausen), Bergwerksdirektor
- Wilhelm Rinkens (* 15. Juni 1879 in Eschweiler-Röhe; † 22. Juni 1933 in Eisenach), Komponist und 1905 Musikdirektor in Recklinghausen
- Joseph Dünnebacke (* 6. August 1878 in Hengsbeck; † 14. Juli 1963 in Recklinghausen), Politiker (Zentrumspartei), Mitbegründer der CDU Recklinghausen, Oberbürgermeister der Stadt (1948–52)
- Franz Bielefeld (* 11. April 1880 in Gelsenkirchen; † 8. August 1949 in Münster), 1927–33 Handwerkskammer-Präsident in Münster, 1928–33 Reichstagsabgeordneter (Zentrum), 1946–49 Landtagsabgeordneter in NRW
- Erich Klausener (* 25. Januar 1885 in Düsseldorf, † 30. Juni 1934 in Berlin, von der SS im Reichsverkehrsministerium erschossen), 1919–24 Landrat in Recklinghausen, später Vorsitzender Kath. Aktion Berlin, Ministerialrat
- Wilhelm Bitter (* 13. Dezember 1886 in Köln; † 9. Juni 1964 Ittenbach), Verleger, Politiker (Zentrum, Mitbegründer der CDU Recklinghausen), 1946–48 Oberbürgermeister, 1948–64 Vorsitzender der Kommunalpolitischen Vereinigung der CDU
- Albert Albin Funk (* 15. Oktober 1894 in Zwickau; † 27. April 1933 in Recklinghausen), Gewerkschafter, Bergmann und Politiker
- Fritz Stricker (* 4. Mai 1897 in Aplerbeck; † 9. Juli 1949 in Recklinghausen), Politiker
- Fritz-Dietlof Graf von der Schulenburg, (* 5. September 1902 in London; † 10. August 1944 in Berlin-Plötzensee), Verwaltungsbeamter und Widerstandskämpfer, 1944 hingerichtet, 1928–32 Regierungsassessor im Landratsamt
- Alfred Ollesch (* 20. November 1915 in Castrop-Rauxel; † 16. April 1978 in Köln), Politiker (FDP), Bundestagsabgeordneter
- Inge Donnepp (* 13. Dezember 1918 in Unna; † 31. Juli 2002 in Recklinghausen), Juristin und Politikerin
- Helmut Frohne (* 4. Juni 1920 in Insterburg; † 12. Februar 1982), Politiker (SPD), Landtagsabgeordneter
- Kurt Meyer (* 27. Januar 1921 in Oberschlesien; † 23. August 2008 in Recklinghausen), Fußballspieler und -trainer
- Emanuel Schaffer (geb. 11. Februar 1923 in Drohobycz; gest. 30. Dezember 2012 in Ramat haScharon), israelischer Fußballspieler und -trainer; in Recklinghausen aufgewachsen
- Wilhelm Knabe (* 8. Oktober 1923 in Arnsdorf, Amtshauptmannschaft Bautzen; † 30. Januar 2021 in Mülheim an der Ruhr), Mitbegründer der Grünen, forschte an der Landesanstalt für Ökologie, Landschaftsentwicklung und Forstplanung zum Thema Waldsterben
- Rolf Abrahamsohn (* 9. März 1925 in Marl; † 23. Dezember 2021), Überlebender des Ghettos Riga, Leiter der Jüdischen Kultusgemeinde von 1972 bis 1992
- Günter Nehm (* 12. Juni 1926 in Wattenscheid; † 11. Februar 2009 in Recklinghausen), humoristischer Dichter und Wortspieler
- Erich Wolfram (* 5. Oktober 1928 in Bruch, Tschechoslowakei; † 8. Februar 2003), Oberbürgermeister der Stadt von 1972 bis 1984
- Walther Schmieding (* 12. Dezember 1928 in Beuthen in Oberschlesien; † 16. Mai 1980 in Berlin), Kulturjournalist
- Helga Matura (* 19. August 1933 in Bottrop; † 27. Januar 1966 in Frankfurt am Main), Prostituierte und Mordopfer, wurde in Recklinghausen begraben[3]
- Peter Plath (* 22. August 1933 in Narva; † 11. November 2017 in Recklinghausen), Mediziner, lebte, wirkte und starb hier
- Klaus Beckmann (* 6. Dezember 1935 in Wanne-Eickel), Musikwissenschaftler und Gymnasiallehrer
- Erwin Marschewski (* 31. März 1940 in Herten), Ratsmitglied und Bundestagsabgeordneter (CDU)
- Karl Anton Rickenbacher (* 20. Mai 1940 in Basel; † 28. Februar 2014 in Montreux), Dirigent, leitete das Westfälische Sinfonieorchester Recklinghausen von 1975 bis 1985
- Heinrich Breloer (* 17. Februar 1942 in Gelsenkirchen), Dokumentarfilmer und Autor
- Josef F. Bille (* 20. September 1944 in Neuenkirchen; † 1. Juli 2023 in Heidelberg), Physiker und Erfinder, legte 1964 das Abitur in Recklinghausen ab
- Thilo Sarrazin (* 12. Februar 1945 in Gera), Politiker, Volkswirt und Autor; in Recklinghausen aufgewachsen
- Hans Gerhard Schulz (* 2. Februar 1946 in Herten), Gründungsschulleiter der Wolfgang-Borchert-Gesamtschule (1989–2009)
- Jochen Welt (* 1947 in Velbert), Bürgermeister der Stadt von 1987 bis 1998, Landrat des Kreises Recklinghausen von 2004 bis 2009
- Andrea Jürgens (* 15. Mai 1967 in Wanne-Eickel; † 20. Juli 2017 in Recklinghausen), Sängerin
- Martin Max (* 7. August 1968 in Tarnowskie Góry), ehem. Fußballspieler, Fußballtrainer; in Recklinghausen aufgewachsen
- Ali Ertan Toprak (* 25. April 1969 in Ankara, Türkei), Politiker und Repräsentant der Kurden und Aleviten in Deutschland; in Recklinghausen aufgewachsen
- Thomas Godoj (* 6. März 1978 in Rybnik, Polen), Musiker, Sieger der 5. Staffel von Deutschland sucht den Superstar; in Recklinghausen aufgewachsen
- Philipp Mißfelder (* 25. August 1979 in Gelsenkirchen; † 13. Juli 2015), Bundesvorsitzender der Jungen Union (ab 2002), Mitglied des Deutschen Bundestages (ab 2005), Mitglied des CDU-Präsidiums
- Helena Melnikov (* 16. November 1981 in Chirchiq, Usbekistan), Verbandsfunktionärin, in Recklinghausen aufgewachsen
- Adam Bodzek (* 7. September 1985 in Zabrze, Polen), Fußballspieler, in Recklinghausen aufgewachsen
- Moody Chana (* 7. Januar 1999 in Leer), Fußballspieler, in Recklinghausen aufgewachsen